# Бідзюра Іван Павлович
Бідзюра Іван Павлович (нар. 1 квітня 1957, с. Тур) — український вчений-політолог. Доктор політичних наук, професор. Академік АН ВШ України з 2010 р.

## Біографія
Народився у селянській сім'ї на Волині. У 1983 р. закінчив Українську сільськогосподарську академію, у 2007 р. — Академію державного управління при Президентові України. Працював на різних посадах у колгоспі, економістом-організатором, партійним працівником, керівником сільськогосподарського підприємства, державним службовцем, педагогом вищої школи, директором інституту (навчального). У 1996—2005 рр. — заступник голови Київської облдержадміністрації, у 2000—2006 рр. — доцент, професор кафедри політичних наук НПУ ім. М. П. Драгоманова. Нині директор Українсько-Азербайджанського інституту соціальних наук і самоврядування ім. Г. А. Алієва. Кандидат економічних наук (1999 р.), доктор політичних наук (2006 р.), доцент (2007 р.).

## Наукова діяльність
Автор 46 публікацій: монографій, навчально-методичних розробок, наукових статей. Має учнів і послідовників. Член спеціалізованих вчених рад.
Нагороджений Почесною грамотою КМУ (2000). Має почесне звання "Заслужений працівник сільського господарства України (2002).
Академік Української академії наук (2004 р.), Академії соціальних технологій і місцевого самоуправління (2007 р., м. Москва).